# Boran-sur-Oise
Boran-sur-Oise est une commune française située dans le département de l'Oise, en région Hauts-de-France.
Ses habitants sont appelés les Boranais.

## Géographie

### Description
Boran-sur-Oise est située au sud du département de l'Oise, à la limite du Val-d'Oise, sur la rive droite de l'Oise, à une distance orthodromique de 35 km au nord de Paris, et non loin de l'unité urbaine de Persan - Beaumont-sur-Oise.
Le bourg est bâti à un endroit où la vallée de l'Oise est relativement large, en plaine, à une altitude variant entre 30 m et 40 m, alors que le point le plus bas de la commune est à 24 m. Près du bourg, le terrain monte très progressivement vers le plateau de Thelle, alors que les coteaux sont plus abrupts vers le nord, en s'approchant de Précy-sur-Oise. Le point culminant, à 103 m, se situe à l'extrémité nord-ouest du territoire communal, sur le plateau.

### Communes limitrophes
Boran-sur-Oise compte sept communes limitrophes, dont deux appartiennent au département du Val-d'Oise : Bruyères-sur-Oise et Asnières-sur-Oise. Deux des communes limitrophes ne se situent pas dans la vallée de l'Oise : Crouy-en-Thelle et Morangles, situées en pays de Thelle tout comme Précy-sur-Oise.
| Crouy-en-Thelle Morangles | Précy-sur-Oise    | Gouvieux  |
| Bruyères-sur-Oise         | Boran-sur-Oise    | Lamorlaye |
|                           | Asnières-sur-Oise |           |

### Hydrographie
La commune est située dans le bassin Seine-Normandie. Elle est drainée par l'Oise, la Thève, l'Ysieux, la dérivation de Boran et divers autres petits cours d'eau,.
L'Oise prend sa source en Belgique, à 309 mètres d'altitude, dans l'ancienne commune de Forges et se jette dans la Seine à 20 mètres d'altitude, au Pointil en rive droite et en aval du centre de Conflans-Sainte-Honorine dans le département des Yvelines. D'une longueur 341 kilomètres, elle est presque entièrement navigable et bordée de canaux sur 104 kilomètres.
La Thève, d'une longueur de 34 km, prend sa source dans la commune de Dammartin-en-Goële et se jette  dans l'Oise sur la commune, après avoir traversé 13 communes.
L'Ysieux, d'une longueur de 15 km, prend sa source dans la commune de Marly-la-Ville et se jette  dans la Thève sur la commune, après avoir traversé dix communes.

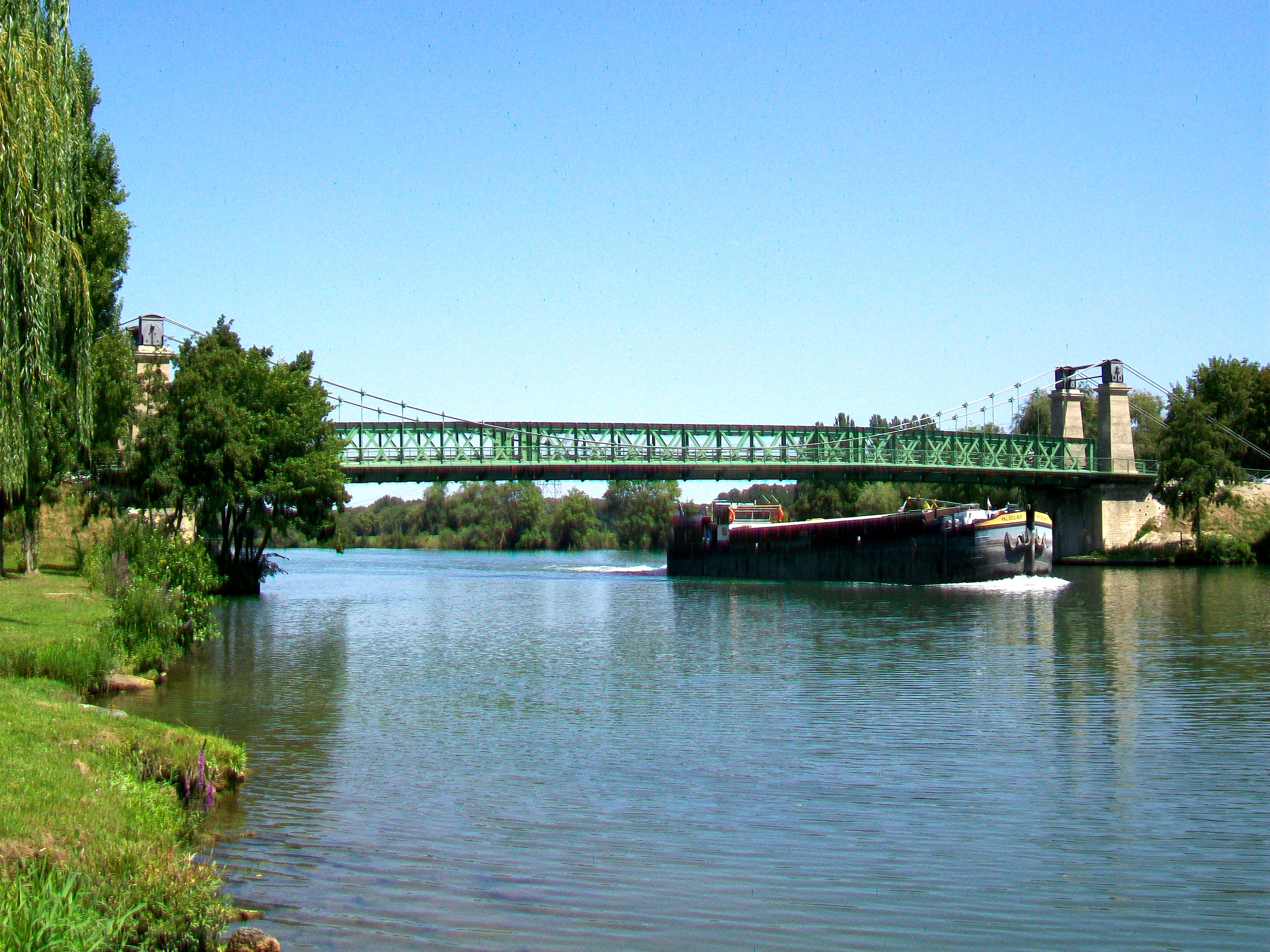
Péniche sur l'Oise près du pont de Boran.
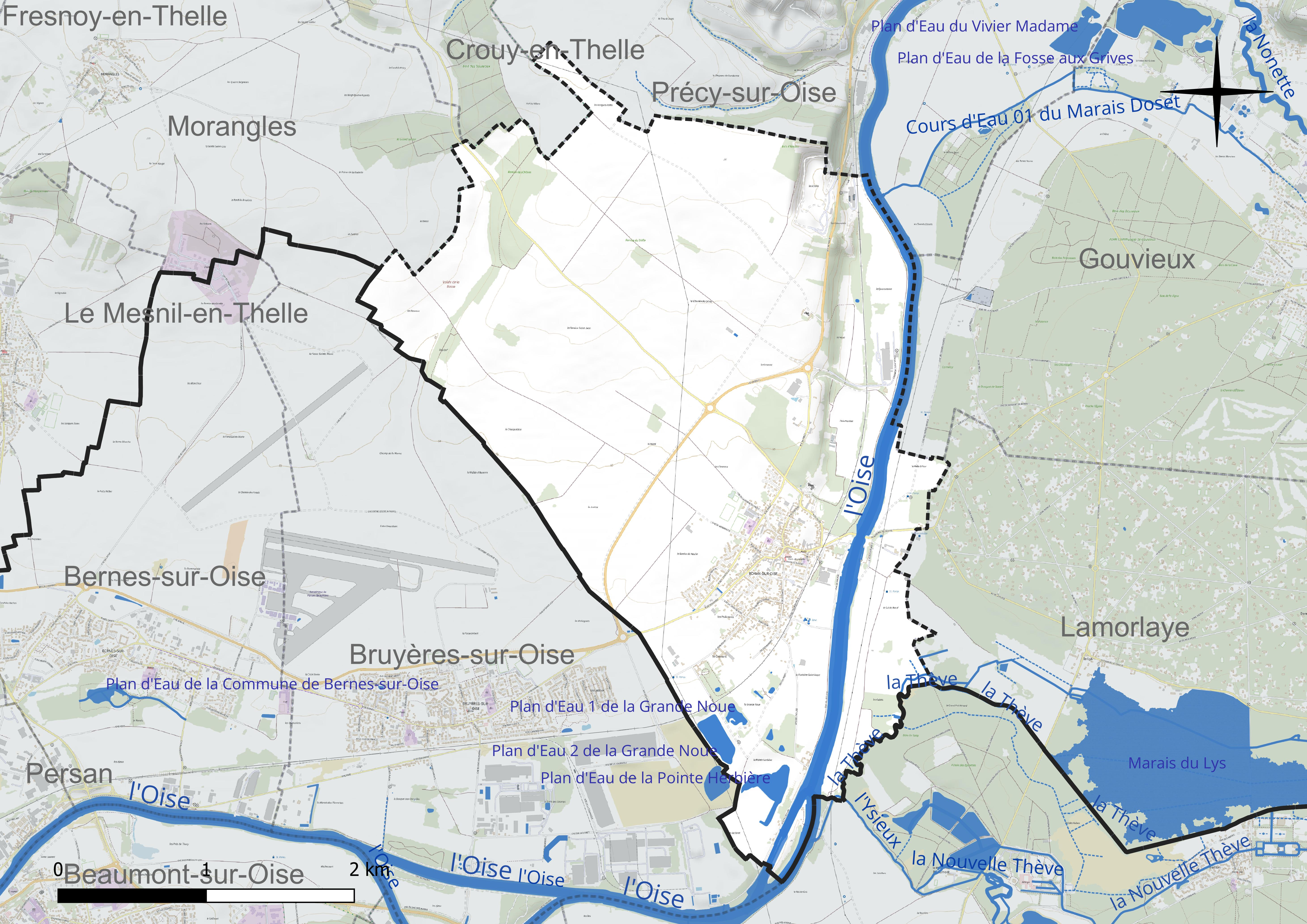
Réseau hydrographique de Boran-sur-Oise.

Trois plans d'eau complètent le réseau hydrographique : le plan d'eau 1 de la Grande Noue (1,1 ha), le plan d'eau 2 de la Grande Noue (4,2 ha) et le plan d'eau de la Pointe Herbière (4,8 ha),.

### Climat
Pour des articles plus généraux, voir Climat des Hauts-de-France et Climat de l'Oise.
En 2010, le climat de la commune est de type climat océanique dégradé des plaines du Centre et du Nord, selon une étude du CNRS s'appuyant sur une série de données couvrant la période 1971-2000. En 2020, Météo-France publie une typologie des climats de la France métropolitaine dans laquelle la commune est dans une zone de transition entre le climat océanique et le climat océanique altéré et est dans la région climatique Sud-ouest du bassin Parisien, caractérisée par une faible pluviométrie, notamment au printemps (120 à 150 mm) et un hiver froid (3,5 °C).
Pour la période 1971-2000, la température annuelle moyenne est de 11,1 °C, avec une amplitude thermique annuelle de 15 °C. Le cumul annuel moyen de précipitations est de 652 mm, avec 10,3 jours de précipitations en janvier et 7,7 jours en juillet. Pour la période 1991-2020, la température moyenne annuelle observée sur la station météorologique la plus proche, située sur la commune de Creil à 14 km à vol d'oiseau, est de 11,2 °C et le cumul annuel moyen de précipitations est de 662,2 mm,. Pour l'avenir, les paramètres climatiques de la commune estimés pour 2050 selon différents scénarios d'émission de gaz à effet de serre sont consultables sur un site dédié publié par Météo-France en novembre 2022.

### Milieux naturels et environnement

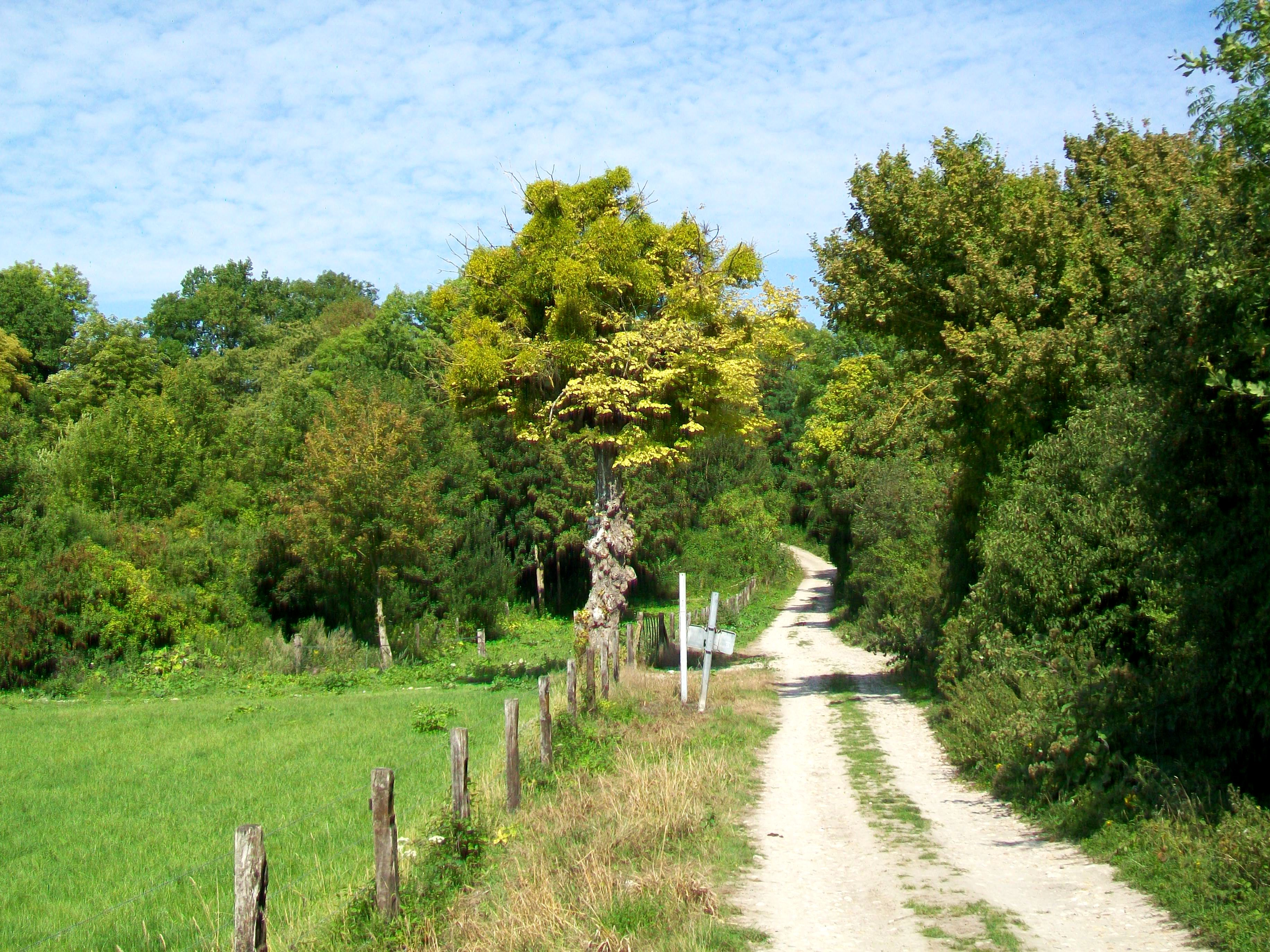
Le chemin rural du Petit Morancy - GR 1A.

Boran est une commune membre du parc naturel régional Oise-Pays de France, créé par décret du 13 janvier 2004.
Le GR 1A traverse Boran, en provenance de Noisy-sur-Oise au sud, et à destination de Blaincourt-lès-Précy - Maysel pour liaison avec le GR 11A au nord.
Une petite partie du territoire communal se situe sur la rive gauche de l'Oise, à l'est ; s'y trouvent une zone de captage d'eau potable et le  marais du Lys , classé ZNIEFF type 1 n° national 220013844 sur 287 ha, faisant également partie du site naturel inscrit de la vallée de la Nonette, créé par arrêté du 6 février 1970.
Le plateau est marqué par les grandes surfaces agricoles et la rareté des arbres, malgré la présence de quelques petits bois, dont  la Remise des Chênes » entre dans une autre ZNIEFF type 1 « Bois des Bouleaux et Remise des Chênes (Vallée de la Bosse) », n° national 220013791.

## Urbanisme

### Typologie
Au 1er janvier 2024, Boran-sur-Oise est catégorisée ceinture urbaine, selon la nouvelle grille communale de densité à sept niveaux définie par l'Insee en 2022.
Elle appartient à l'unité urbaine de Chantilly, une agglomération intra-départementale regroupant sept  communes, dont elle est une commune de la banlieue,,. Par ailleurs la commune fait partie de l'aire d'attraction de Paris, dont elle est une commune de la couronne,.

### Occupation des sols
L'occupation des sols de la commune, telle qu'elle ressort de la base de données européenne d'occupation biophysique des sols Corine Land Cover (CLC), est marquée par l'importance des territoires agricoles (79,7 % en 2018), en augmentation par rapport à 1990 (78,7 %). La répartition détaillée en 2018 est la suivante : 
terres arables (65,2 %), zones agricoles hétérogènes (11,7 %), forêts (6,9 %), zones urbanisées (6,6 %), eaux continentales (4,6 %), prairies (2,8 %), mines, décharges et chantiers (2 %), milieux à végétation arbustive et/ou herbacée (0,2 %). L'évolution de l'occupation des sols de la commune et de ses infrastructures peut être observée sur les différentes représentations cartographiques du territoire : la carte de Cassini (XVIIIe siècle), la carte d'état-major (1820-1866) et les cartes ou photos aériennes de l'IGN pour la période actuelle (1950 à aujourd'hui).

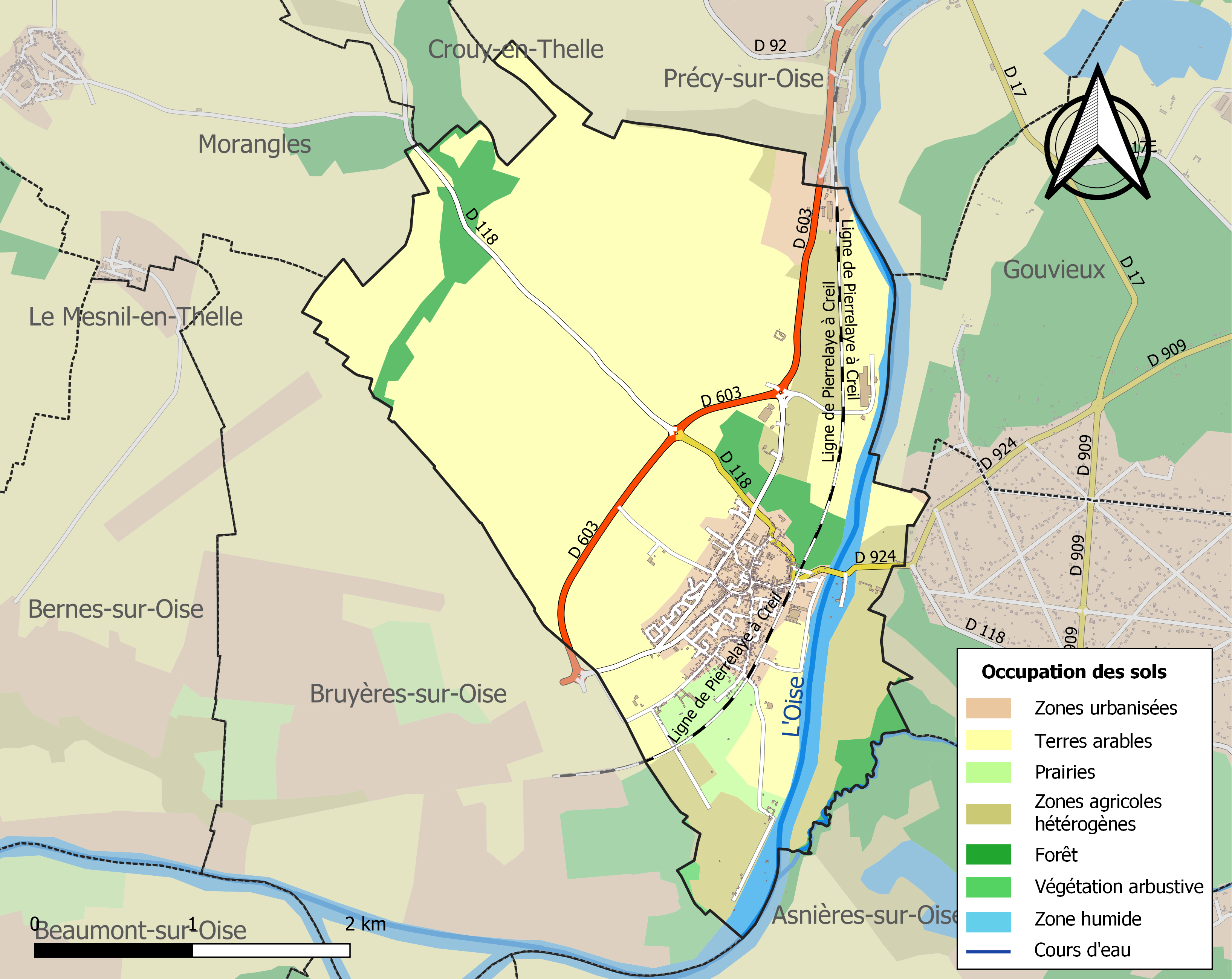
Carte des infrastructures et de l'occupation des sols de la commune en 2018 (CLC).

### Habitat et logement
En 2018, le nombre total de logements dans la commune était de 938, alors qu'il était de 913 en 2013 et de 875 en 2008.
Parmi ces logements, 93,2 % étaient des résidences principales, 1,5 % des résidences secondaires et 5,3 % des logements vacants. Ces logements étaient pour 75,6 % d'entre eux des maisons individuelles et pour 23,6 % des appartements.
Boran-sur-Oise n'est pas concerné par les dispositions de l'article 55 de la loi SRU qui impose à certaines certaines communes de disposer d'un pourcentage ùinimal de logements sociaux. Le nombre de logements sociaux est stable, passant de 119 en 2008 (14,6 % du parc de résidences principales) à 120 en 2018; soit une légère baisse relative, puisque le nombre de résidences principales a fortement augmenté sur cette période.
Le tableau ci-dessous présente la typologie des logements à Boran-sur-Oise en 2018 en comparaison avec celle de l'Oise et de la France entière. Une caractéristique marquante du parc de logements est ainsi une proportion de résidences secondaires et logements occasionnels (1,5 %) inférieure à celle du département (2,5 %) mais supérieure à celle de la France entière (9,7 %). Concernant le statut d'occupation de ces logements, 63,4 % des habitants de la commune sont propriétaires de leur logement (63,9 % en 2013), contre 61,4 % pour l'Oise et 57,5 pour la France entière.
| Typologie                                               | Boran-sur-Oise | Oise | France entière |
| ------------------------------------------------------- | -------------- | ---- | -------------- |
| Résidences principales (en %)                           | 93,2           | 90,4 | 82,1           |
| Résidences secondaires et logements occasionnels (en %) | 1,5            | 2,5  | 9,7            |
| Logements vacants (en %)                                | 5,3            | 7,1  | 8,2            |

### Voies de communication et transports

#### Infrastructures routières
Les principaux axes routiers concernant Boran sont la RD 603 en provenance de Creil par la vallée de l'Oise, avec contournement du village par l'est, et la RD 924. Orientée dans un sens est-ouest, elle relie Senlis, Chantilly, Gouvieux, Boran et Chambly, respectivement Persan. Une route secondaire, la RD 118, relie Boran à Crouy-en-Thelle et Neuilly-en-Thelle au nord-ouest. Il n'existe pas de liaison routière directe vers le sud et la capitale.
L'Oise est franchie par le pont de Boran, ouvrage départemental construit en 1946, et qui a été rénové en 2010 après neuf mois de fermeture.

#### Transports en commun
Sur le plan des transports en commun, Boran est desservie par la gare de Boran-sur-Oise (point d'arrêt non géré) situé sur la ligne de Pierrelaye à Creil, desservi en 2012 à raison d'un train toutes les heures en heure de pointe et un train toutes les deux heures en pleine journée. Aucun train direct vers Paris n'est proposé ; il faut changer de train à Persan-Beaumont.
En outre, Boran est desservie, en 2023, par les lignes 639, 649 et 6224 du réseau interurbain de l'Oise. À noter finalement la présence d'une halte nautique sur l'Oise, près du centre-bourg, récemment aménagée. Tout au sud, une écluse intercepte la rivière, sur une dérivation de l'Oise formant une île artificielle.

### Risques naturels et technologiques
La réalisation d'un plan de prévention du risque inondation (PPRI) de la section de l'Oise comprise entre Brenouille et Boran-sur-Oise est relancée en 2020

## Toponymie
Le lieu a été dénommé Baudrinum vers 670, Baudrino en 726, Bellum Ramum en 1255, Bauvin vert vers 1510. La commune, constituée lors de la Révolution française, prend le nom de Borangs en 1793, puis Boran en 1801, puis, ultérieurement sa dénomination actuelle, Boran-sur-Oise.
L'Oise est une rivière du Bassin parisien dans le Nord de la France et en Belgique, principal affluent de la Seine, après la Marne.

## Histoire
Au Moyen Âge, une forteresse défendant la rive droite de l'Oise  est démantelée à Morancy par Louis XI.
Un couvent, connu sous le nom de prieuré de Saint-Martin de Boran ou de Saint-Martin les Nonettes est détruit à la Révolution française.
La commune absorbe celle de Morancy entre 1795 et 1800.
Au XIXe siècle et au début du XIXe siècle, le village comptait deux moulins à vent, un moulin à eau sur la Thève, des ateliers de passementerie, un four à chaux, et, en 1934, neuf cafés.

### Les ponts de Boran

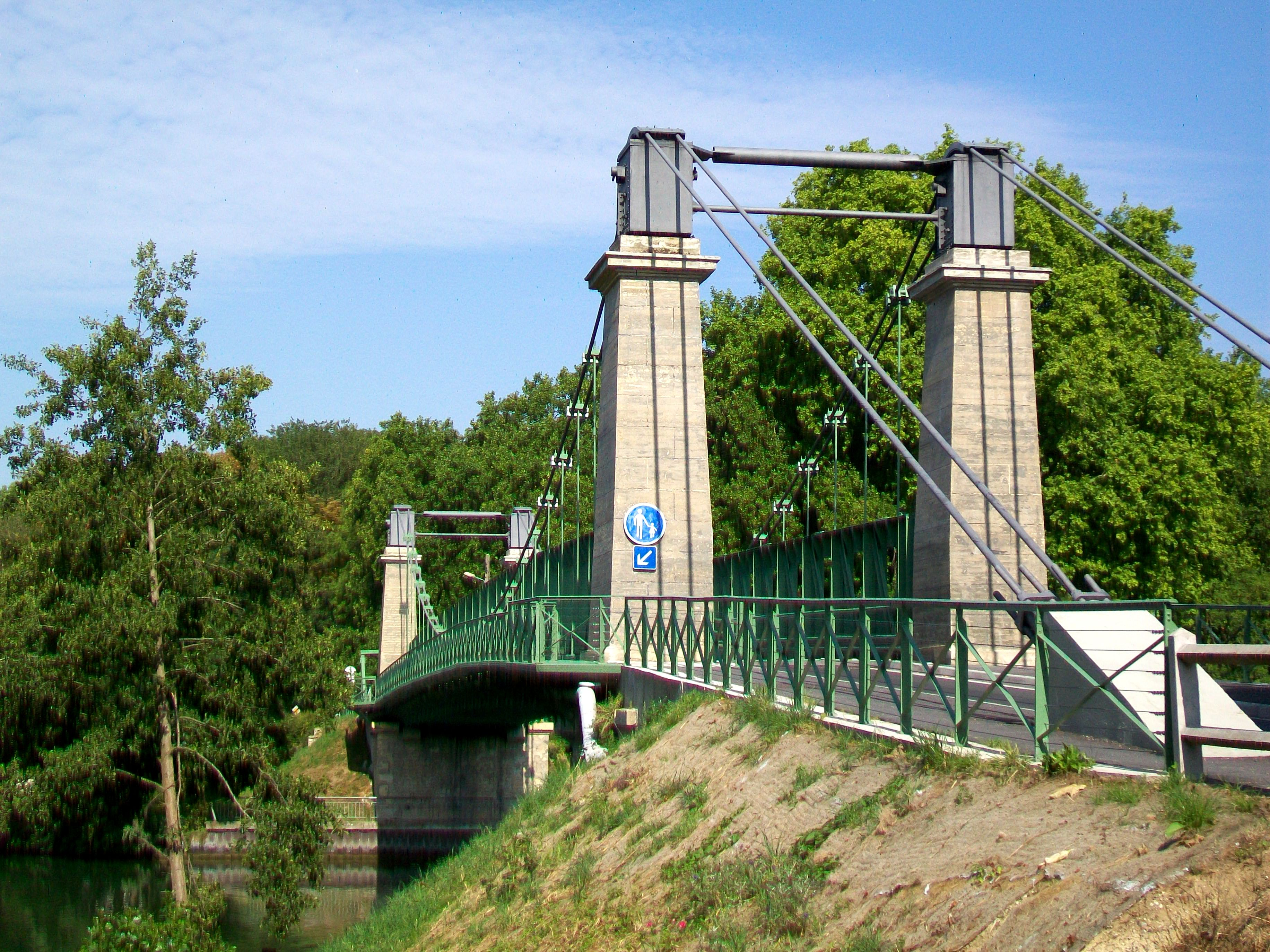
Le pont suspendu de 1946.

Jusqu'au 31 mars 1841, la traversée de l'Oise à Boran se faisait par un bac en face du parc du château, un peu plus au nord.
Il a alors été remplacé par un pont suspendu en bois, suivant un projet en discussion depuis le début du XVIIIe siècle. La construction du pont avait été adjudiquée à Donatien Marquis, propriétaire à Chambly, qui obtint en contrepartie une concession lui conférant le droit de prélever des péages pendant une durée de quarante-neuf ans. Dès 1853, la lourde charpente du pont s'affaissait, et il a dû être démonté et reconstruit, avec remplacement des tiges de fer par des câbles. La mise en service de la voie ferrée et du chemin de halage avait par ailleurs engendré une diminution du trafic à travers le pont. Pendant la Guerre franco-allemande de 1870, le pont a failli disparaître à deux reprises. D'abord, le concessionnaire s'opposa à son démontage préventif ; puis, les Allemands, voulant le faire sauter, changèrent finalement d'avis. La perception des péages cessa le 1er avril 1890, après l'échéance de la concession, et le pont en bois fut remplacé par un pont en fer. Ce dernier n'a pas duré.
Démoli à titre préventif au début de la Première Guerre mondiale et remplacé par un nouveau pont définitif en 1926 seulement, le troisième pont fut détruit à son tour par les Français à l'approche des Allemands en juin 1940, puis par les Allemands peu avant la Libération de la France.
Le pont actuel a été construit en 1946. Ce quatrième pont suspendu, sans compter les ponts provisoires pendant les deux guerres mondiales, a dû être interdit à la circulation des poids lourds en 1995.

### La plage du Lys

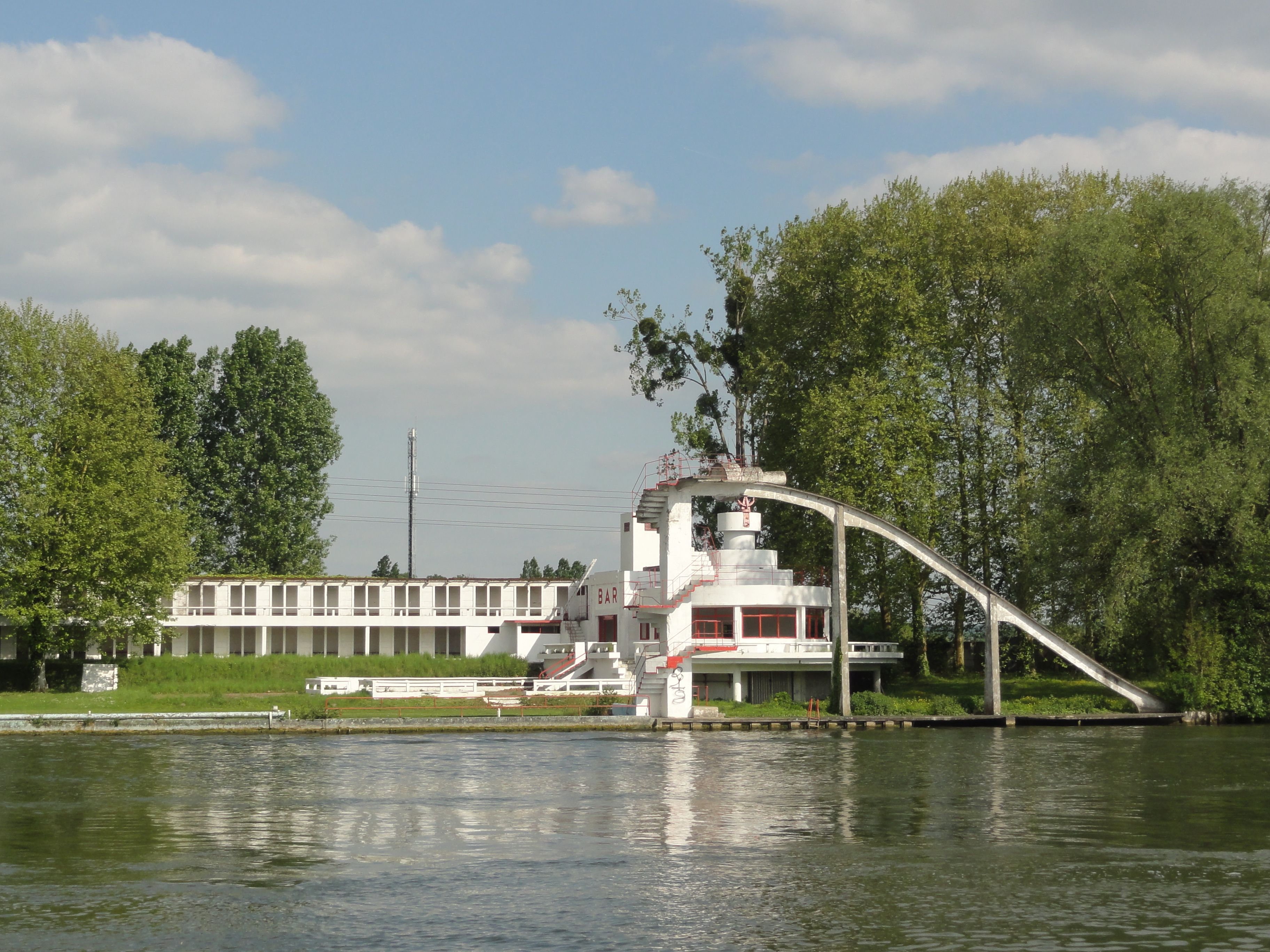
La plage du Lys Chantilly.

Au moment de l'instauration des congés payés par le Front populaire en 1936, la commune de Boran prit l'initiative de faire construire sur la berge de l'Oise un ensemble nautique destiné aux loisirs et à la détente. Une piscine est construite le long de la rivière, ainsi qu'un énorme toboggan. La plage de Boran devint rapidement très populaire et fut assidûment fréquentée, considérée comme l'une des plus belles plages fluviales par le guide touristique de l'Oise. Sa proximité relative d'avec la capitale en fit une destination de week-end appréciée, qui contribua au développement des commerces du village.
Depuis longtemps à l'abandon, le site a été racheté en 2005 par la commune, avec l'intention de lui redonner vie et à la suite du projet de réhabilitation, le site de La Plage de Lys Chantilly a  rouvert en 2016.
En avril 2019, Adventure Line Productions et France 2 annoncent un concept de jeu d'aventure dérivé de Fort Boyard, dénommé Boyard Land, dont les tournages sont réalisés à partir de septembre 2019 à la plage du Lys, dans un décor de parc d'attractions. La diffusion de ce nouveau programme est prévue pour le 21 décembre 2019. La production décide de tourner d'autres numéros en 2020 au même endroit, les premières émissions ayant été au rendez-vous mais les résultats sont décevants.

## Politique et administration

### Rattachements administratifs et électoraux
La commune se trouve dans l'arrondissement de Senlis du département de l'Oise. Pour l'élection des députés, elle fait partie de la quatrième circonscription de l'Oise.
Elle faisait partie depuis 1801 du canton de Neuilly-en-Thelle. Dans le cadre du redécoupage cantonal de 2014 en France, la commune est rattachée au canton de Chantilly.

### Intercommunalité
La commune faisait partie de la communauté de communes la Ruraloise, créée au 1er janvier 2004, et qui avait pris la suite du SIVOM du Thelle.
Dans le cadre des dispositions de la loi portant nouvelle organisation territoriale de la République (Loi NOTRe) du 7 août 2015, qui prévoit que les établissements publics de coopération intercommunale (EPCI) à fiscalité propre doivent avoir un minimum de 15 000 habitants, le préfet de l'Oise a publié en octobre 2015 un projet de nouveau schéma départemental de coopération intercommunale, qui prévoit la fusion de plusieurs intercommunalités, et en particulier  de la communauté de communes du Pays de Thelle et de la communauté de communes la Ruraloise, formant ainsi une intercommunalité de 42 communes et de 59 626 habitants,.
La nouvelle intercommunalité, dont est membre la commune et dénommée communauté de communes Thelloise, est créée par un arrêté préfectoral du 30 novembre 2016 qui a pris effet le 1er janvier 2017.

### Liste des maires
| Période                                  | Période                        | Identité               | Étiquette | Qualité |
| ---------------------------------------- | ------------------------------ | ---------------------- | --------- | --- |
| Les données manquantes sont à compléter. |                                |                        |           | |
| décembre 1944                            | avril 1945                     | Edmond Basquin         |           | |
| mai 1945                                 | octobre 1947                   | Victor Mauchaussat     |           | |
| octobre 1947                             | janvier 1965                   | Lucien Lheurin         |           | |
| mars 1965                                | mars 1989                      | Jacques Lefebvre       |           | |
| mars 1989                                | avril 2004                     | André Lasbleis         |           | Ingénieur sidérurgiste retraité Démissionnaire                                                                                                   |
| avril 2004                               | En cours (au 23 novembre 2021) | Jean-Jacques Dumortier | UMP → LR  | Directeur d'entreprise Président de la CC la Ruraloise (2014 → 2016) Vice-président de la CC Thelloise (2017 → ) Réélu pour le mandat 2020-2026, |

## Population et société

### Démographie

#### Évolution démographique
L'évolution du nombre d'habitants est connue à travers les recensements de la population effectués dans la commune depuis 1793. Pour les communes de moins de 10 000 habitants, une enquête de recensement portant sur toute la population est réalisée tous les cinq ans, les populations de référence des années intermédiaires étant quant à elles estimées par interpolation ou extrapolation. Pour la commune, le premier recensement exhaustif entrant dans le cadre du nouveau dispositif a été réalisé en 2005.

En 2022, la commune comptait 2 135 habitants, en évolution de −1,66 % par rapport à 2016 (Oise : +0,87 %, France hors Mayotte : +2,11 %).
| 1793 | 1800 | 1806 | 1821 | 1831 | 1836 | 1841 | 1846 | 1851 |
| ---- | ---- | ---- | ---- | ---- | ---- | ---- | ---- | ---- |
| 781  | 751  | 844  | 824  | 764  | 756  | 787  | 789  | 790  |

| 1856 | 1861 | 1866 | 1872 | 1876 | 1881 | 1886 | 1891 | 1896 |
| ---- | ---- | ---- | ---- | ---- | ---- | ---- | ---- | ---- |
| 783  | 794  | 770  | 766  | 725  | 754  | 736  | 748  | 797  |

| 1901 | 1906 | 1911 | 1921 | 1926 | 1931  | 1936 | 1946  | 1954  |
| ---- | ---- | ---- | ---- | ---- | ----- | ---- | ----- | ----- |
| 796  | 757  | 843  | 966  | 985  | 1 040 | 989  | 1 019 | 1 345 |

| 1962  | 1968  | 1975  | 1982  | 1990  | 1999  | 2005  | 2006  | 2010  |
| ----- | ----- | ----- | ----- | ----- | ----- | ----- | ----- | ----- |
| 1 474 | 1 579 | 1 606 | 1 968 | 2 141 | 2 123 | 2 140 | 2 112 | 2 099 |

| 2015  | 2020  | 2022  | - | - | - | - | - | - |
| ----- | ----- | ----- | - | - | - | - | - | - |
| 2 156 | 2 129 | 2 135 | - | - | - | - | - | - |

#### Pyramide des âges
La population de la commune est relativement jeune.
En 2018, le taux de personnes d'un âge inférieur à 30 ans s'élève à 35,5 %, soit en dessous de la moyenne départementale (37,3 %). À l'inverse, le taux de personnes d'âge supérieur à 60 ans est de 24,9 % la même année, alors qu'il est de 22,8 % au niveau départemental.
En 2018, la commune comptait 1 045 hommes pour 1 111 femmes, soit un taux de 51,53 % de femmes, légèrement supérieur au taux départemental (51,11 %).
Les pyramides des âges de la commune et du département s'établissent comme suit.
| Hommes | Classe d’âge | Femmes |
| ------ | ------------ | ------ |
| 0,4    | 90 ou +      | 1,3    |
| 4,6    | 75-89 ans    | 8,3    |
| 17,4   | 60-74 ans    | 17,6   |
| 20,3   | 45-59 ans    | 19,4   |
| 18,7   | 30-44 ans    | 20,8   |
| 15,9   | 15-29 ans    | 12,4   |
| 22,6   | 0-14 ans     | 20,2   |

| Hommes | Classe d’âge | Femmes |
| ------ | ------------ | ------ |
| 0,5    | 90 ou +      | 1,4    |
| 5,5    | 75-89 ans    | 7,6    |
| 15,6   | 60-74 ans    | 16,3   |
| 20,8   | 45-59 ans    | 20     |
| 19,4   | 30-44 ans    | 19,4   |
| 17,6   | 15-29 ans    | 16,2   |
| 20,6   | 0-14 ans     | 19,1   |

## Économie
En 2017, l'activité économique est constituée notamment par des entreprises de béton industriel, de fabrication de panneaux, de matériels pour l'industrie textile, la fabrication d'articles de sport.
Le tissu commercial est constitué, en 2017, par un bar-tabac, une supérette, un traiteur, deux boulangers, une pizzeria, un photographe le studio Arnography, deux coiffeurs et une esthéticienne, une créatrice de bijoux, deux garages, une banque, une poste et une pharmacie.

## Culture locale et patrimoine

### Lieux et monuments

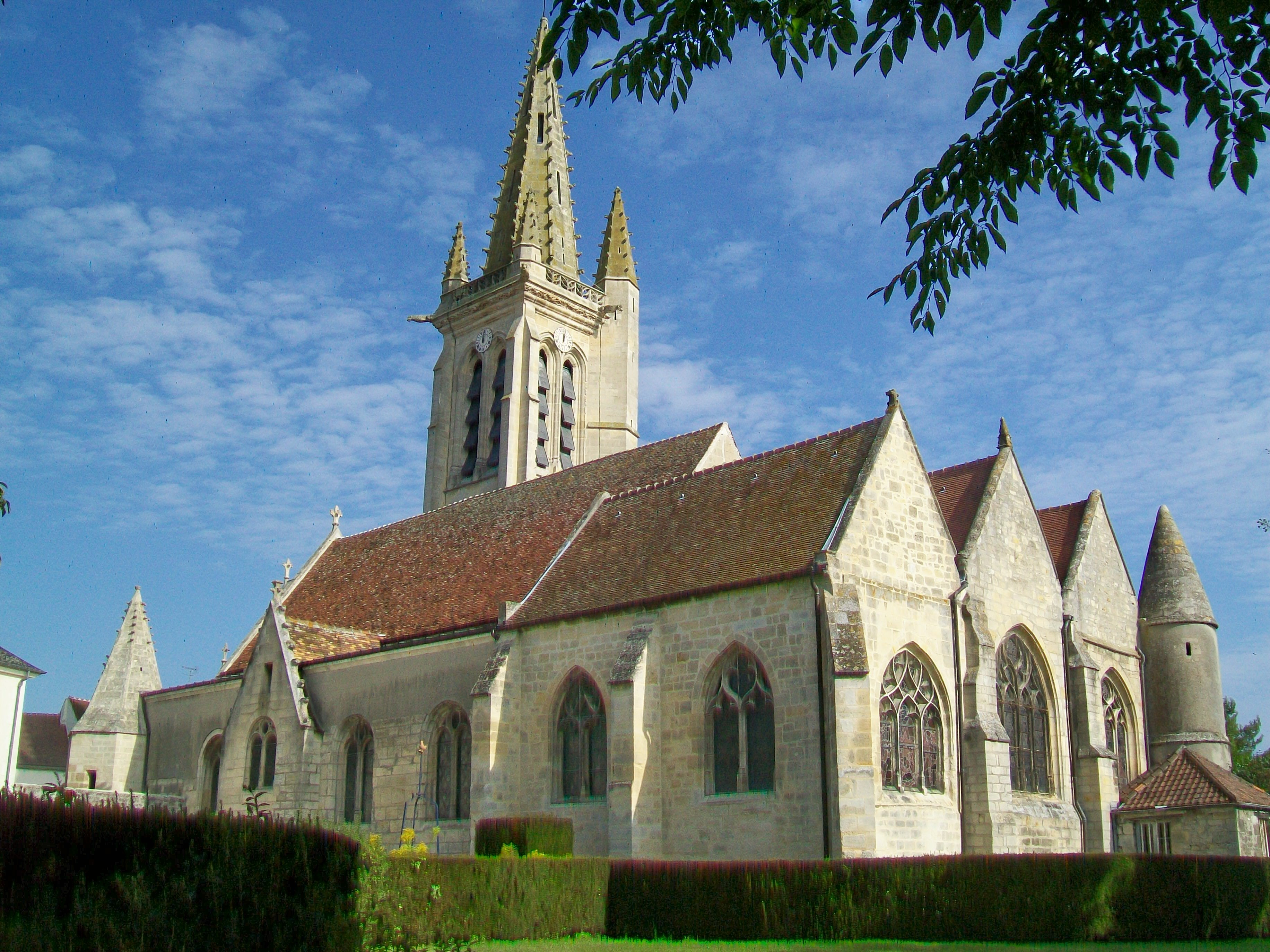
Église Saint-Vaast, vue d'ensemble depuis le sud.

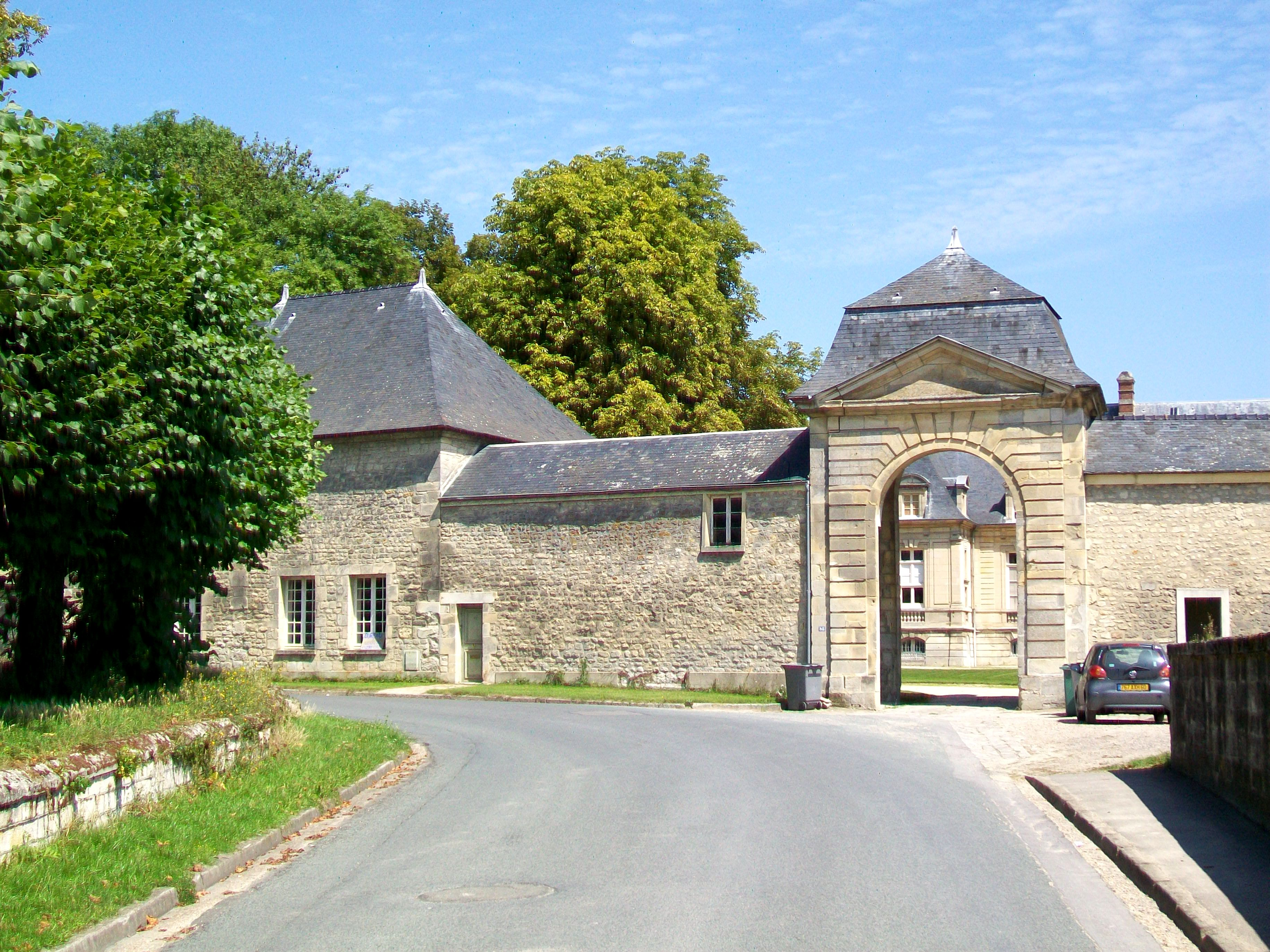
Communs et portail de la cour d'honneur du château.

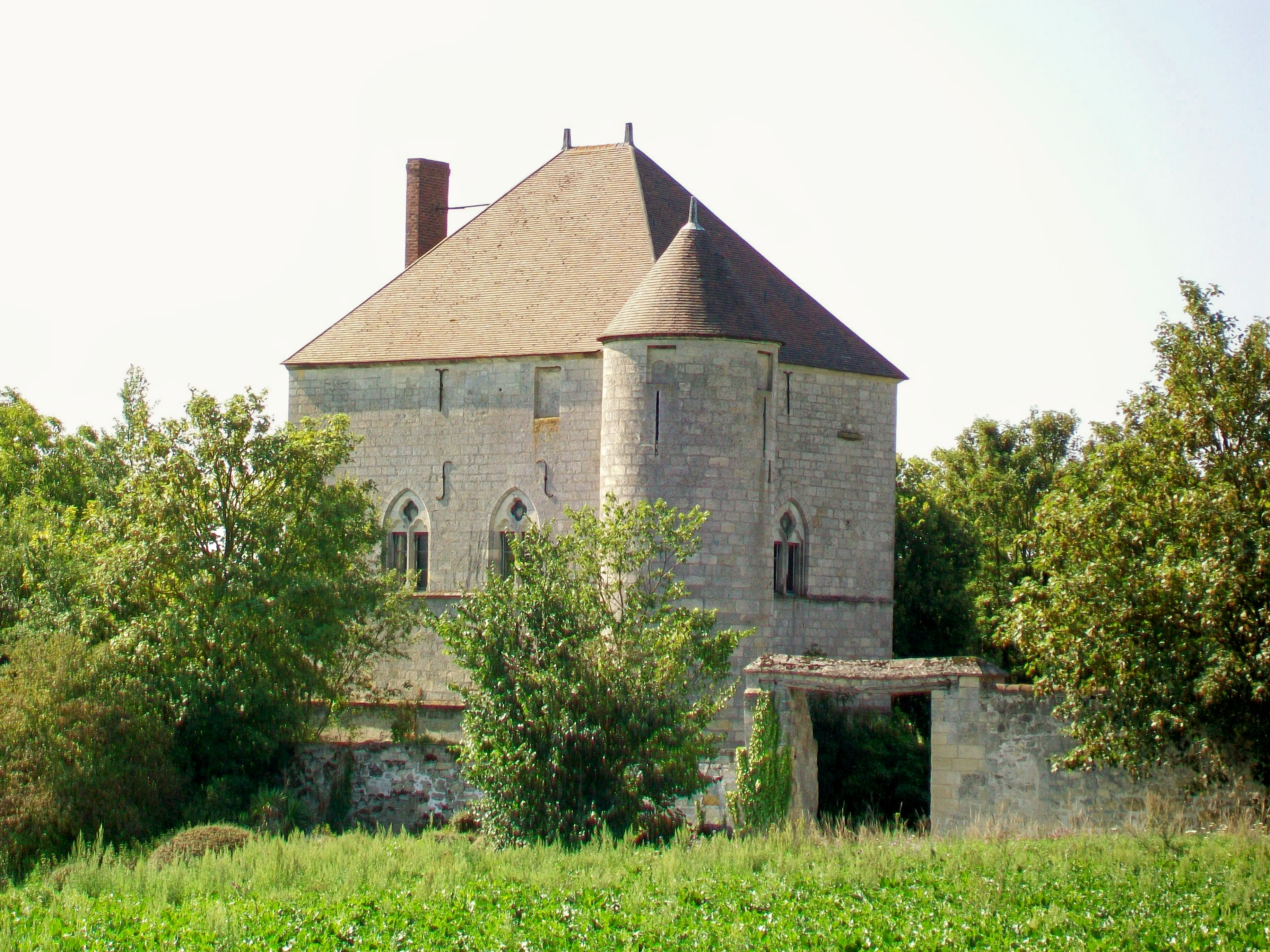
Maison forte du XIIIe siècle de la ferme de Morancy.

Boran-sur-Oise compte quatre monuments historiques classés ou inscrits :
- Église Saint-Vaast, place de l'Église (classée monument historique par arrêté du 12 mars 1942[49]) :

On ignore tout sur les origines de la paroisse, mais elle semble remonter au moins au VIIIe siècle, et l'église actuelle n'est donc pas la première construite sur le même lieu. Ses parties les plus anciennes datent de la période 1180 / 1230 et sont de style gothique primitif : il s'agit de la nef, qui n'a jamais été voûtée, et d'une partie des bas-côtés.
La façade avec son élégant portail est un peu plus récente, et la petite construction annexe à l'angle sud-ouest, considérée comme l'ancienne chapelle des fonts baptismaux, a peut-être été ajoutée après coup. Les grandes arcades de la nef avec leurs piliers monocylindriques surmontés de gros chapiteaux de crochets sont d'un bel effet, mais l'église se distingue notamment par son chœur-halle rectangulaire, et la façon particulière dont il se raccorde à la nef : son vaisseau central étant moins large que celle-ci, les grandes arcades butent à leur fin contre les arcades occidentales du chœur, au lieu de retomber sur les tailloirs de chapiteaux.
L'ensemble du chœur comporte trois vaisseaux de deux travées, et a été bâti à l'emplacement du chœur du XIIe siècle, pendant une période comprise entre 1480 et 1550. Les remarquables réseaux flamboyants des fenêtres du chevet pourraient remonter à la fin du XVe siècle, alors que les chapiteaux annoncent déjà la Renaissance et parlent en faveur d'une date au second quart du XVIe siècle : tout n'a apparemment pas été construit en même temps.
Le vitrail de la Passion du Christ daterait de 1535. L'impressionnant clocher avec sa flèche de pierre cumulant à une hauteur de 49 m porte le style de la même époque ; c'est l'une parmi seulement trois flèches du XVIe siècle sur la rive droite de l'Oise. L'église Saint-Vaast forme ainsi un ensemble intéressant, et c'est son clocher qui lui a valu son classement aux monuments historiques.
Restaurée au début du troisième millénaire, l'église de Boran-sur-Oise demeure un lieu de culte vivant avec une célébration eucharistique tous les samedis soir, à quelques exceptions près,.
- Château de Boran, rue du Château (façades, caves et toitures, portail d'entrée, communs, pigeonnier, et murs de clôture du domaine inscrits Monuments historiques en 2007[52]) : entre 1716 et 1721, 
Marie Madeleine de la Vieuville, comtesse de Parabère, donna de somptueuses fêtes au château du temps qu'elle fut maîtresse de Philippe d'Orléans. Le château est resté depuis dans sa descendance directe. Ce château, peut-être du XVIe siècle, a été remplacé par une résidence de campagne au XVIIIe siècle, remaniée et remise au goût de l'époque au cours des années 1850.

Les caves, dont une est voûtée d'ogives, pourraient être des vestiges du précédent château. Le corps de logis principal ne comporte qu'un rez-de-chaussée sur un sous-sol surélevé, avec des hauts combles à la française. L'entrée, accessible par un escalier d'honneur à double révolution, se situe dans un corps central saillant, surmonté d'une double lucarne au fronton entrecoupé, percé d'un oculus. Deux rangées de pilastres encadrent les fenêtres de la lucarne. Aux deux extrémités, la façade de sept travées est précédée de pavillons latéraux, dont celui à l'est se cache derrière une aile en retour d'équerre ajoutée postérieurement. Elle comporte un étage, et son architecture s'adapte à celle du logis principal, ce qui n'est pas tout à fait le cas d'une seconde aile latérale à l'arrière, côté ouest. Les façades sont entièrement traitées en pierre de taille. Deux tours rondes sur la façade arrière ne sont visibles depuis la cour d'honneur que par leurs toits en poivrière.
Le colombier est assez éloigné du château ; il se situe sur un terrain vague au nord de la rue du Pilori et est en mauvais état.
- Ferme de Morancy, chemin de Morancy, à l'extérieur du village au nord (inscrite Monument historique par arrêté du 29 octobre 1941[54]) : maison forte dans le « grave et fier style du XIIIe siècle » servant de logis à une exploitation agricole, dont les autres bâtiments sont plus récents. Le manoir est d'une forme presque carrée, s'élève sur quatre niveaux et est couvert d'un toit à quatre versants. L'extrémité nord-ouest est flanquée par une tour d'escalier ronde, percée d'étroites meurtrières.

Le premier étage (si l'on ne compte pas l'entresol) est l'« étage noble », avec des fenêtres géminées rectangulaires surmontées d'un oculus et circonscrites par des ébrasements en tiers-point de la muraille. À l'intérieur, des bancs sont ménagés dans l'épaisseur des murs. Le rez-de-chaussée, l'entresol et le second étage ne comportent que des petites fenêtres rectangulaires, dont une grande partie est bouchée. Au niveau du second étage, elles se succédaient initialement à courtes intervalles, ce qui n'est pas sans évoquer un chemin de ronde. Les trois portes extérieures sont toutes de petites dimensions,.
- La plage du Lys, sur la rive gauche de l'Oise, inscrite par arrêté du 12 août 2014[55]. Le parc de loisirs, qui avait fermé  à la fin des années 1990, à la suite d'une baisse de fréquentation, a rouvert en 2016 après une rénovation[56],[57].

On peut également noter :
- L'île de Boran-sur-Oise

### Personnalités liées à la commune
- Vincent de Beauvais (v. 1184/1194-1264), frère dominicain, encyclopédiste et philosophe, est né dans la commune.
- Jacques Sevin (1882-1951), prêtre jésuite français, fondateur des Scouts de France, déclaré vénérable par le pape Benoît XVI le 10 mai 2012, y meurt le 19 juillet 1951.

### Héraldique
| Blason de Boran-sur-Oise | Blason  | Losangé de gueules et d'argent ; au chef d'or chargé d'un écusson de sable à dextre et de l'inscription « BORAN » en lettres capitales du même à senestre. |
| Blason de Boran-sur-Oise | Détails | Le statut officiel du blason reste à déterminer. |